# In the Hand of Dante
In the Hand of Dante je připravovaný šestý hraný film režiséra Juliana Schnabela. Scénář napsal Schnabel se svou manželkou Louise Kugelberg podle stejnojmenné knihy Nicka Toschese z roku 2002. Práva na film původně získal v roce 2008 herec Johnny Depp. V roce 2011 bylo oznámeno, že film natočí Schnabel s Deppem v hlavní roli. V roce 2023 Schnabel uvedl, že Depp nakonec na projektu pracovat nebude a hlavní roli ztvární Oscar Isaac. Natáčení začalo v říjnu 2023 v Itálii. Kromě Isaaca ve filmu budou hrát například Jason Momoa, Gerard Butler, Gal Gadotová, Al Pacino a John Malkovich. Malou roli Alighieriho mentora má režisér Martin Scorsese. Představí se také Benjamin Clementine, který je zároveň autorem hudby.